# Gina Athans
Gina Athans (sinh 07 tháng 6 năm 1984) là một cựu nữ hoàng sắc đẹp và người mẫu người Nam Phi gốc Hy Lạp.
Sinh ra ở Johannesburg, cha cô là một bác sĩ và mẹ cô là một nữ doanh nhân. Cô được nuôi dưỡng trong một tổ chức nhỏ ở Eikenhof,  low  ở phía nam thành phố Johannesburg.
Đăng quang Hoa hậu Teen Nam Phi 2000 năm 17 tuổi, sau đó cô ký hợp đồng với công ty Người mẫu IMG và chuyển đến Paris. Phát triển sự nghiệp người mẫu, cô là người mẫu Nam Phi đầu tiên xuất hiện trong Marie Claire và được bình chọn là người phụ nữ quyến rũ nhất FHM trên thế giới và Người phụ nữ sành điệu nhất Nam Phi. Cô đã có một phần nhỏ trong bộ phim của Daniel Craig Flashbacks of a Fool (2008).
Cô cũng đã mở Công ty PR của riêng mình, Gina Athans PR vào năm 2009, được thuê để cung cấp trang điểm PR cho Saif al-Islam Gaddafi trước Nội chiến Libya 2011. Cô cũng được biết đến với sự hỗ trợ của cô cho các hoạt động từ thiện.
Sau khi hẹn hò với Brad Woods, cô kết hôn với doanh nhân tỷ phú Jordan Eyhab Jumean vào năm 2004 trong một đám cưới có sự tham dự của 1.000 khách, trong đó có 50 Cent và Dannii Minogue. Hai người ly thân trong vòng một năm, và sau đó ly hôn. Từ năm 2008, cô sống và sinh sống tại Cape Town, nhưng cũng có một ngôi nhà ở Johannesburg.